# Jesteśmy Rodziną
Jesteśmy Rodziną (słow. Sme Rodina) – słowacka partia polityczna.

## Historia
Ugrupowanie powstało pod koniec 2015 na bazie zarejestrowanej w 2011 niewielkiej formacji pod nazwą Nasz Kraj. Na jego czele stanął wówczas przedsiębiorca branży turystycznej i medialnej Boris Kollár, który uzyskał rozgłos medialny, ujawniając fakt posiadania dziewięciorga dzieci z ośmioma różnymi kobietami. Ugrupowanie do 2019 nosiło nazwę Jesteśmy Rodziną – Boris Kollár. Partia określiła się jako ugrupowanie prawicowe, została jednak uznana przez komentatorów za organizację antyestablishmentową i partię protestu.
Ruch wystartował w wyborach parlamentarnych w 2016, głosząc w kampanii m.in. hasła przeciwko imigrantom. Partia otrzymała 6,6% głosów i 11 mandatów w Radzie Narodowej. W wyborach w 2020 ugrupowanie dostało 8,2% głosów, wprowadzając do parlamentu 17 deputowanych. Kilkanaście dni po tych wyborach partia podpisała porozumienie o utworzeniu nowej koalicji celem powołania rządu Igora Matoviča. W marcu 2021, po kryzysie rządowym, dotychczasowi koalicjanci uzgodnili utworzenie nowego gabinetu na czele z Eduardem Hegerem. W maju 2023 gabinet ten, w którym zasiadali członkowie partii Jesteśmy Rodziną, zakończył urzędowanie. W wyborach w tym samym roku ugrupowanie z wynikiem 2,2% nie przekroczyło wyborczego progu.